# Groupement de défense sanitaire
Pour les articles homonymes, voir GDS.
En France, les Groupements de Défense Sanitaire (GDS) sont des associations départementales d'éleveurs. C'est un réseau national sans but lucratif. Il intervient principalement sur des missions de surveillance, de prévention et de lutte dans les élevages animalier. Le réseau est composé de fédérations régionales indépendantes ayant des sections par animaux, chaque région se saisit de problématiques inhérentes à son territoire.

## Fondation des GDS
Fondés dans les années 1950 à l'initiative des services vétérinaires pour lutter à l'époque contre les deux principales maladies qui touchaient les cheptels bovins : la fièvre aphteuse et la tuberculose.  
Ils ont progressivement proposé des plans de lutte et de certification contre d'autres maladies bovine, comme l'IBR, le varron, la paratuberculose ou la BVD. 
Depuis, ses missions se sont élargies à l’ensemble des autres espèces d’élevage : petits ruminants, porcs, abeilles, poissons, chevaux et volailles. Avec des missions plus diversifiées comme l'identification des animaux, des plans d'hygiène et de santé (dératisation, désinfection, qualité de l'eau, ambiance des bâtiments, bien être animal, ...). Les GDS ont initiés les principes d'une politique de maîtrise des risques sanitaires en élevage fondée sur une démarche préventive avec un volet formation de l'éleveur, et un volet bilan volontaire en élevage réalisé par le vétérinaire et l'éleveur.
Ils sont depuis l'origine au service des éleveurs, de l’économie de l’élevage et contribue à la sécurité alimentaire des consommateurs via la sécurité sanitaire.

## Missions des GDS
Les entités régionales des GDS France sont reconnues par l'Etat en tant qu'Organisme à Vocation Sanitaire dans le domaine Animal (OVS-A). Dans ce cadre, le réseau est missionné par le Ministère de l'Agriculture pour surveiller l'émergence de maladies réglementés. 
Les missions sont un délégation des services de l'Etat pour gérer administrativement les prophylaxies et éditer les documents sanitaires des cheptel pour l'établissement des passeports permettant leurs déplacements sur le territoire de l'Union Européenne ou vers l'étranger en cas d'export. Leurs équipes comprennent souvent un vétérinaire-conseil qui intervient sur le terrain auprès des éleveurs, individuellement ou sous forme d'informations ou de formations collectives. 
Les GDS veillent au bon état sanitaire des troupeaux, étudiant les risques spécifiques à leur département et aux races du secteur et conseillant les éleveurs sur les conduites à tenir dans un but de prévention : vaccination, hygiène, conditions d'élevage... Ils rassemblent aujourd'hui plus de 95 % des éleveurs de bovins, plus de 70 % des éleveurs de caprins ou d'ovins, près de 50 % des éleveurs de porcins.
GDS France fait également partie du Comité de pilotage de la plateforme d'épidémiosurveillance en santé animal,  réseau destiné à la surveillance sanitaire animal fondé par d'importants acteurs dans le domaine
Depuis 2011, le GDS est le « guichet unique » à disposition des apiculteurs.
Leurs équivalents en tant qu'Organisme à Vocation Sanitaire reconnus par l'État dans le domaine végétal sont les FREDON.